# فاروق الميموني
فاروق الميموني (مواليد 13 يونيو 2001) هو لاعب كرة قدم تونسي يلعب في مركز الجناح في نادي الترجي الرياضي التونسي.